# Deadline (film, 2009)
Pour les articles homonymes, voir Deadline.
Deadline est un film américain réalisé par Sean McConville, et sorti en 2009. C'est le premier film de Sean McConville. Il met en vedette l'actrice et chanteuse Brittany Murphy.

## Synopsis
Une romancière s'installe dans une maison abandonnée dans le but d'écrire un scénario. L'angoisse de la page blanche et d'autres événements imprévus l'amènent à faire une dépression et la découverte d'étranges cassettes vidéo, dérangent son projet.

## Fiche technique
- Titre original : Deadline
- Réalisation : Sean McConville
- Production : Roger Betterton
- Sociétés de production : Enso Entertainment, KRU Studios, Films In Motion
- Sociétés de distribution : First Look Pictures
- Musique : Carlos José Alvarez
- Budget : 1 800 000 de dollars
- Pays d’origine : États-Unis
- Langue originale : Anglais
- Genre : Thriller, Horreur, Drame
- Durée : 89 minutes
- Dates de sortie : États-Unis : 1er décembre 2009

## Distribution
- Brittany Murphy (VF : Adeline Flaun) : Alice Evans
- Thora Birch : Lucy Woods
- Tammy Blanchard : Rebecca
- Marc Blucas : David Woods
- Claudia Troll : Mère de David
- Michael Piscitelli : Ben